# Gnaeus Domitius Calvinus Maximus
Gnaeus Domitius Calvinus Maximus war ein römischer Politiker und Senator.
Domitius, Sohn des Gnaeus Domitius, war laut Plinius im Jahr 304 v. Chr. Kandidat für die kurulische Ädilität, unterlag jedoch Gnaeus Flavius, einem ehemaligen Schreiber des Appius Claudius Caecus. Piso nennt ihn für 299 v. Chr. als kurulischen Ädil, was jedoch fraglich ist, da das Amt in diesem Jahr Patriziern vorbehalten war. Auffällig ist der lange Zeitraum zwischen den beiden Bewerbungen, weshalb beide Angaben zweifelhaft sind.
Im Jahr 283 v. Chr. war Domitius Konsul. Appian berichtet, er habe die Senonen, Söldner der Etrusker, besiegt, was jedoch wahrscheinlich aus älteren Berichten abgeleitet ist. Gemeinsam mit seinem Kollegen Publius Cornelius Dolabella führte er erfolgreiche Kriege gegen die Kelten. Im Jahr 280 v. Chr. war Domitius Diktator und Censor, eine seltene Kombination. Laut Fasti Capitolini führte er als Censor das 22. Lustrum durch, und Livius betont, dass er der erste plebejische Censor war, der ein Lustrum abhielt.